# 박건하
박건하(朴建夏, 1971년 7월 25일~)는 대한민국의 축구 선수 출신 축구 지도자이다. 선수 시절 공격수, 수비수로 활동했으며 현재 대한민국 축구 국가대표팀의 코치를 맡고 있다. 1996년부터 2006년까지 수원 삼성 블루윙즈에서 선수로 활동했고 2020년부터 2023년까지 수원의 감독으로 활동했으며 '찰리 박(영어: Charlie Park)'이라는 별명을 가지고 있다.

## 구단 경력
대전 출생으로 문화초등학교, 대전동중학교, 대전상업정보고등학교, 경희대학교를 졸업하였다.  경희대학교를 졸업한 뒤, 1994 K리그 드래프트를 거부하고 실업 축구단인 이랜드 푸마 축구단에 입단하여 자신의 성인 축구 경력을 시작하였다.
1996년 수원 삼성 블루윙즈의 창단 멤버로 입단했다. 1996년 3월 30일에 열린 울산 현대와의 리그컵 경기에서 멀티골을 넣으며 화려한 프로 데뷔전을 치렀다. 그 해 '중고 신인'이라는 호칭을 얻으며 K리그 신인상을 받게 되었다. 2000년 가시와 레이솔로 이적했던 샤샤의 부상으로 대신 가시와 레이솔에 3개월 정도 임대를 갔었던 것을 제외하고, 2006년까지 수원 삼성의 원클럽맨으로 몸담은 뒤 은퇴하였다. K리그 3회 우승 (1998년, 1999년, 2004년)과 팀의 통산 아시안 클럽 챔피언십 2회 우승 (2001년, 2002년)에 큰 공헌을 하였다. 2000년 10월 11일 전남 드래곤즈와의 원정 경기에서 K리그 통산 27번째로 20-20 클럽에 가입하였다.
2002년 9월 4일에 있었던 전북전부터 공격수에서 센터백으로 전향하여 수원 삼성 블루윙즈의 수비진을 이끌었다.

## 국가대표팀 경력
1996년 5월 16일 스웨덴과의 친선경기에서 A매치에 데뷔하였다. A매치 21경기에 나서서 5골을 넣었다.

## 지도자 경력
은퇴 후에는 수원 삼성 블루윙즈에서 코치로 활동하였다. 2011년 서정원 코치가 국가대표 코치로 가면서 대한민국 U-23 축구 국가대표팀에 합류하였다. 2012년 홍명보 감독과 더불어 2012년 하계 올림픽 동메달에 기여하였으며, 2013년 홍명보가 A대표팀 감독으로 선임되자 코치진에 합류했다. 이후 울리 슈틸리케 감독 체제에서도 코치로 활동을 이어 갔다.
2016년 6월 24일, 성적 부진으로 계약이 해지된 마틴 레니 감독의 후임으로 서울 이랜드 FC의 제2대 감독으로 부임하였다. 하지만 시즌 종료 후 서울 이랜드 FC 감독에서 사퇴했다.
2018년 1월 31일 대한축구협회 감독 선임위원회 선임소위원이 되었다.
2019 시즌을 앞두고 다롄 이팡의 수석코치로 부임하면서 최강희 감독을 보좌하게 되었다. 이후 최강희 감독이 다롄 감독직에서 물러나고 상하이 선화 감독직에 부임함에 따라 박건하 역시 상하이의 수석코치로 자리를 옮겼다.
2020년 9월 8일, 수원 삼성 블루윙즈의 6대 감독으로 선임되었다.
2021 시즌에는 '매탄소년단'과 함께 상승세를 탔지만, 2022 시즌에는 개막 후 9경기 동안 1승밖에 거두지 못하였고, 결국 2022년 4월 14일에 수원 감독직에서 사퇴했다. 후임으로는 과거 수원에서 10년 동안 선수 생활을 해온 이병근이 수원의 7대 감독으로 부임하였다.
이후에는 해설가로 활동해 오고 있으며, 2024년 5월 21일에는 김도훈 대행 체제로 A매치를 치를 대한민국 축구 국가대표팀의 수석코치 대행으로 선임됐다.

## 개인사
수원 삼성 블루윙즈에서 활동할 당시 외국인 용병 선수들이 그의 이름을 부르는 것을 어려워해 '찰리 박(영어: Charlie Park)'이라는 별명을 가지게 되었다.
2005년에는 코뼈가 부러지는 부상을 당하자, 안면 보호용 마스크를 쓰고 출전을 강행하는 투혼을 보여주기도 하였다.

## 경력 목록

### 클럽 경력
- 1994년 ~ 1995년 이랜드 푸마
- 1996년 ~ 2006년 수원 삼성 블루윙즈
- 2000년 가시와 레이솔 (임대)

### 지도자 경력
- 2007년 ~ 2010년 수원 삼성 블루윙즈 코치
- 2011년 ~ 2012년 대한민국 올림픽 대표팀 코치
- 2013년 ~ 2016년 대한민국 축구 국가대표팀 코치
- 2016년 서울 이랜드 FC 감독
- 2020년 ~ 2022년 수원 삼성 블루윙즈 감독
- 2024년 ~ 대한민국 축구 국가대표팀 수석 코치

## 수상 내역

### 개인
- 1996년 K리그 신인상 수상
- 1997년 KBS배 추계 축구선수권대회 득점왕 수상

### 클럽

#### 수원 삼성 블루윙즈
- K리그 우승 3회 (1998년, 1999년, 2004년)
- K리그 준우승 2회 (1996년, 2006년)
- FA컵 우승 1회 (2002년)
- FA컵 준우승 2회 (1996년, 2006년)
- 아디다스 컵 우승 2회 (2000년, 2001년)
- 대한화재 컵 우승 1회 (1999년)
- 삼성 하우젠 컵 우승 1회 (2005년)
- 대한민국 슈퍼컵 우승 3회 (1999년, 2000년, 2005년)
- 아시아 클럽 챔피언십 우승 2회 (2001년, 2002년)
- 아시아 슈퍼컵 우승 2회 (2001년, 2002년)
- A3 챔피언스컵 우승 1회 (2005년)